# Stagmomantis carolina
Stagmomantis carolina — один з видів богомолів багатого роду Stagmomantis. Середнього розміру богомоли, самці крилаті, крила самиць укорочені. Поширені в США, Мексиці та країнах Центральної Америки.

## Опис
Існують різні форми забарвлення тіла - від блідозеленого до бурого та сірого. Крила самця покривають черевце, у самиці вкорочені, не доходять третину до кінця черевця.
Від близького виду Stagmomantis floridensis, з яким перетинається ареалом на південному сході США, зокрема в Флориді, відрізняється дрібнішим розміром (менше 5,7 см), менш видовженою формою тіла, сильно розширеним посередині черевцем самиці, широкі надкрила якої прикривають дві третини черевця. Також має добре помітне чорне вічко на крилі.

## Спосіб життя
Самиця переважно полює з засідки, тоді як самець активно шукає здобич. Парування відбувається у вересні-жовтні. Самиця відкладає видовжену оотеку з близько 50 яєць, яка зимує, а навесні виходять личинки. У північній частині ареалу генерація однорічна, але на півдні США, в Мексиці та країнах Центральної Америки покоління можуть перетинатися.
Чимало яєць гине через вади розвитку, а також через паразитів. Серед паразитів виду муха-тахініда Masiphya confusa.

## Ареал
Поширені в східній частині США, від Юти до Нью-Джерсі, на південь до Аризони та Флориди, й далі в Мексиці та країнах Центральної Америки.